# ケーシー・コモト
ケーシー・コモト（Kacie Komoto、1995年6月2日 - ）は、アメリカ合衆国ハワイ州出身の女子プロゴルファーである。所属フリー。

## 経歴
日系4世、ハワイで7歳の時にゴルフを始める。
プナホウ・スクール時代に「ハワイ州高等学校ゴルフ選手権」出場（2010年＝個人11位タイ、チーム優勝）の他、アメリカ本土を含め様々な大会に出場。
2013年ノースウェスタン大学に進み、2015年と2016年にビッグ・テン・カンファレンスのファーストチームに選出、また2016年「ゴルフウィーク・オールアメリカン」の特別賞を受賞した。
2016年に全米女子プロゴルフ協会のq-schoolを受験しステージ2まで進出。
2017年にはアマチュアとして全米女子プロゴルフ協会下部のシメトラツアーに5試合出場した。
2018年に初めて日本のプロテストを受験、LPGA最終プロテストに進出し2位で合格。LPGA90期生（インターナショナルプロフェッショナル会員）となった。同年セカンドクォリファイングトーナメントA地区91位に終わりサード以降に進めなかった為、翌シーズンは「2018年プロテスト合格者」の資格で主にステップ・アップ・ツアーに出場することになった。同年は最終的にステップ・アップ・ツアー3試合に出場。